# Jiang’an (Wuhan)
Jiang’an (chiń. upr. 江岸区; chiń. trad. 江岸區; pinyin Jiāng’àn Qū) – dzielnica w środkowej części miasta Wuhan, położona na lewym brzegu Jangcy, w prowincji Hubei w Chińskiej Republice Ludowej. Według danych z 2011 roku, liczba mieszkańców dzielnicy wynosiła 683528.